# Peter Feodorovich Papkovich
Peter Feodorovich Papkovich (Brest (Bielorrússia), 24 de março de 1887 — Leningrado, 3 de abril de 1946) foi um engenheiro naval russo.
Foi professor da Universidade Politécnica de São Petersburgo a partir de 1911.
Na teoria da elasticidade seu nome surge associado aos trabalhos de Heinz Neuber e Johann Fadle.

Sepultura no Cemitério de Volkovo

## Obras
- "Structural mechanics of a ship"
- «P.F. Papkovich, Teorija uprugosti (Teoria da Elasticidade), 646 páginas, 1939. Arquivo em formato djvu» (em russo)